# 南印王國
南印王國（英語：Dakshinapatha），又称南印度諸國，泛指在印度次大陸中南部德干高原以南的細小王國，位置與今日印度南部諸邦的位置相若。
在玄奘的《大唐西域記》裡，曾經提及過的南印王國計有：案达罗国、驮那羯磔迦国、珠利耶国、达罗毗荼国、秣罗矩咤国、恭建那补罗国、摩诃剌他国、跋禄羯占婆国、阿咤厘国、契咤国、伐腊毗国、阿难陀补罗国、苏剌他国、瞿折罗国、邬阇衍那国、掷枳陀国、摩醯湿伐罗补罗国。
南印度的印度教徒比北印度更傳統，不吃肉，對賤民的規定更嚴格。

## 參见
- 德干高原
- 梨俱吠陀
- 十六大國